# Malla Carl
Malla Carl (hebr. מלה קרל) (ur. 1926 w Kaliszu) – izraelska malarka i graficzka pochodząca z Polski.

## Życiorys
Urodziła się jako Malka Blumenkrantz, jej ojciec był kaliskim rabinem, a matka Trina Lubinsky Blumenkrantz prowadziła dom, znała kaligrafię i uczyła jej swoje dzieci. W 1930 jej ojciec został dyrektorem banku w Szwajcarii i rok później sprowadził rodzinę do siebie. Poza nauką w szkole w domu uczono ją jidysz i hebrajskiego. Dorastała w Lucernie, studiowała grafikę w miejskiej Kunstgewerbeschule. Wykłady z kaligrafii prowadził Max von Moosa, który szczególną uwagę przykładał do liternictwa. Erich Muller uczył rysunku, jego wykłady były dla niej inspiracją. W 1949 Malla była pierwszą kobietą, która otrzymała dyplom tej uczelni. W 1950 wyjechała do Izraela, początkowo pracowała dla firmy projektowej Rothschild and Lippman w Tel Awiwie, następnie wykonywała zlecenia z zakresu grafiki. Wykonała skrypty do książki o kaligrafii hebrajskiej dla początkujących autorstwa Ludwiga Fritza Tobyego. W 1957 wyszła za mąż i wyjechała do Stanów Zjednoczonych, zamieszkała w Chicago, gdzie uczęszczała do Chicago Art Institute. Od 1969 mieszka w Jerozolimie.
Malla Carl jest znana jako ilustratorka i twórczyni niezwykle ozdobnego liternictwa, jej prace znajdują się w zbiorach Muzeum Izraela w Jerozolimie, w Muzeum Sztuki w Tel Awiwie, Instytucie Naukowym Weizmana w Rechowot i Rubin Museum w Tel Awiwie.